# Z hlubin
Z hlubin (v originále Surfacing) je kniha kanadské spisovatelky Margaret Atwood, která byla poprvé vydána roku 1972. Román zpracovává problémy a úvahy spojené s hledáním národnostní i osobní identity, otázky týkající se konzervatismu a kanadského vlastenectví. Jedná se o bezejmennou vypravěčku, která putuje se svými společníky quebeckou divočinou a hledá jak svého otce tak i sama sebe. V knize se taktéž vyskytuje mnoho zmínek různých rituálů, které mají svůj původ u původních obyvatel Kanady. Kniha byla také zfilmována roku 1981.

## Děj
Děj celé knihy začíná tím, že se bezejmenná, hlavní hrdinka románu vrací zpět na místo kde vyrůstala, jelikož dostává dopis od rodinného přítele Paula, ve kterém stojí, že je její otec nezvěstný. Do rodné vesničky, která se nachází na severu Québecu v Kanadě se vydává se svým přítelem Joem a kamarády (manželským párem) Annou a Davidem. Společně se vydávají do vzdálenější chalupy u jezera, kdy jako malá bydlela a usadí se tam. V průběhu děje si naše hrdinka vzpomíná na různé události z jejího dětství i dosavadního života zatímco se snaží najít svého otce. Nejdříve si myslí, že se její otec musel zbláznit, jelikož nachází podivné malby. Později však zjišťuje, že jsou to repliky starých Indiánských maleb na kamenech, které její otec hledal. Usoudí tedy, že musí být mrtvý.
V druhé části knihy, se hlavní hrdinka spolu s přáteli vydává hledat oné Indiánské malby a postupně začínají vyplouvat na povrch z hlubin její mysli pravdivé vzpomínky, které se snažila potlačit. Začíná se soustředit na jakési spirituálno a vracet se ke kořenům, je pohlcena světem divočiny a šílenství, cítí se odpojena od světa lidí. Snaží se navrátit ke způsobu života jejich předků a odmítá vymoženosti současné doby.
Konec je ponechán celkem otevřený, Joe se vrátí k chalupě, kde jí předtím nechali když od nich utekla, a snaží se jí přesvědčit aby sním šla zpět do města. Hlavní hrdinka po svém spirituálním zážitku zvažuje své možnosti a uvědomuje si, že ho možná přece jen miluje. Nedozvíme se však, jak se nakonec rozhodla.

### Postavy
V knize figurují 4 nejdůležitější postavy a několik vedlejších.
- Hlavní hrdinka

Zdá se, že žije ve svém světě. Nedává moc najevo emoce ani své názory. Z míry ji nevyvede ani smrt jejího otce či nevěra jejího přítele s její kamarádkou Annou. Snaží se potlačit nepříjemné vzpomínky a upravuje si tak realitu, až do doby "surfacing", tedy vynoření z hlubin její mysli. Fakt, že nemá jméno, může reprezentovat právě motiv hledání identity.
- Joe

Ze začátku se nezdá, že by ho moc zajímaly problémy jeho přítelkyně, či její emocionální stav, je tichý a moc své názory nevyjadřuje. Později ji zase rovnou z ničeho nic požádá o ruku, aniž by věděl zda ho vůbec miluje. Ale jelikož ona nechce, pohádají se a on se jí to oplatí nevěrou. Nakonec se pro ní ale přece jen vrátí a to dokazuje, že jí doopravdy miluje a záleží mu na ni.
- Anna a David

Ze začátku se může zdát, že mají perfektní manželství, ale pravdou je opak. Anna je vyobrazením nerovnoprávné ženy, která se nechá poroučet a udělá vše co jí manžel řekne: musí nosit makeup aby vypadala stále mladě, protože jinak by se David naštval, musí se svléct před kamerou pro snímek, který David a Joe natáčí. Navíc je Anna i naivní, jelikož snáší nevěru svého manžela a myslí si, že to dělá stejně jenom kvůli ní, aby žárlila. Když Davida podvede s Joem, ani ho to nevytočí, jelikož jí stejně nemiluje a myslí si o ní, že je houpá a do manželství ho vlastně zmanipulovala.

## Filmové zpracování
Kniha byla zfilmována roku 1981, režisérem byl Claude Jutra a do hlavních rolí byli obsazeni Joseph Bottoms, Kathleen Beller, R.H. Thomson a Margaret Dragu.